# 어둠의 그림자
어둠의 그림자는 빠샤메카드, 빠샤메카드 S에 등장하는 진 최종보스이다.

## 성격
세계정복을 위해 레전드메카니멀을 모으기 위해 뭐든지 하는 성격이다.

## 작중행적

### 빠샤메카드
아이비에게 어둠의 메카니멀인 코포를 보낸다.아이비가 나찬을 이기자 거울로 그 상황을 지켜보며 "계획대로 됐군"이라 말한다.
23화에서 나찬에게 패한 케인을 타나토스가 있는 곳으로 데리고온다.케인, 아이비의 집사인 고든의 몸속으로 들어간다.
24화에서는 의자에 앉아서 코포와 대화하고 있던 케인에게 "그 아이도 어둠으로..그 아이도 어둠으로 이끌어라."라는 명령을 내린다.
25화 마지막에서 초코, 캔디의 앞을 막아선다.
26화에서는 사람들에게 어둠의 안개로 메카니멀에 대한 기억을 지워버린다.

### 빠샤메카드 S
3화에서는 초코, 캔디에게 푸카톤이라는 어둠의 메카니멀을 전해주며, 에반을 빼앗아오라는 명령을 내린다.
25화에 나찬을 조종시켜 모든 레전드 메카니멀을 갇게 되었지만 나찬의 친구들이 막아서 소멸되었다.